# Athanasius (koptischer Bischof)
Anba Athanasius (* 2. Februar 1923 in al-Mahalla al-Kubra; † 16. November 2000 in Bani Suwaif) war ein ägyptischer koptisch-orthodoxer Bischof und Ordensgründer.

## Leben
Abdel Maseah Bisharah wurde 1962 von Papst Kirellos VI. zum Bischof von Beni Suef und Al Bahnasa ernannt. Er nahm den Metropolitennamen Athanasius an. 1965 gründete er den Frauenorden Banat Maryam (Töchter Mariens) als ersten koptisch-orthodoxen Orden mit karitativer statt rein kontemplativer Ausrichtung. Aus dem Orden ging Schwester Sara hervor, die sich als Mitarbeiterin und Nachfolgerin von Schwester Emmanuelle einen Namen machte.